# Латізана
Латізана (італ. Latisana, вен. Łatixana) — муніципалітет в Італії, у регіоні Фріулі-Венеція-Джулія,  провінція Удіне.
Латізана розташована на відстані близько 440 км на північ від Рима, 65 км на захід від Трієста, 37 км на південний захід від Удіне.
Населення — 13 712 осіб (2014).
Щорічний фестиваль відбувається 24 червня. Покровитель — святий Іван Хреститель.

## Демографія
Населення за роками:

Станом на 1 січня 2023 року в муніципалітеті офіційно проживало 1257 іноземців з 63 країн, серед них 407 громадян країн Євросоюзу та 91 громадянин України.

## Уродженці
- Джанлука Пессотто (*1970) — відомий у минулому італійський футболіст, захисник, згодом — спортивний функціонер.

## Сусідні муніципалітети
- Ліньяно-Сабб'ядоро
- Марано-Лагунаре
- Палаццоло-делло-Стелла
- Преченікко
- Ронкіс
- Сан-Мікеле-аль-Тальяменто